# Sublussazione della mandibola

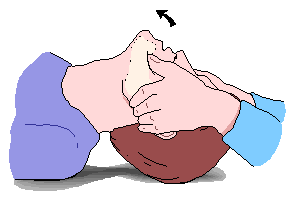
Illustrazione della manovra

La sublussazione della mandibola è una manovra che determina lo spostamento diretto, in avanti e in alto, degli angoli della mandibola del paziente (così da sollevare la lingua insieme alla mandibola, alleviando l'ostruzione delle vie aeree superiori) permettendo poi di bloccarla senza dover mantenere manualmente la bocca aperta, in modo da ottenere il costante controllo della pervietà delle vie aeree, favorire la respirazione e\o il supporto artificiale alla respirazione. 
La manovra viene utilizzata dal personale soccorritore quando non vi è la presenza di medico ed infermiere. 
A differenza della iperestensione del capo, utilizzata nelle normali linee guida per il BLS (Basic Life Support), si attua prevalentemente quando si ha che fare con paziente traumatizzato non cosciente per non compromettere la stabilizzazione del rachide cervicale. Essa viene illustrata ed insegnata anche alle persone comuni (dette laiche) durante i conseguimenti di corsi BLS e BLS-D aperti ai cittadini.

## Procedura
Una volta ottenuta la posizione supina del paziente:
- inginocchiarsi dietro la testa del paziente appoggiando i gomiti sulla stessa superficie su cui è disteso
- afferrare bilateralmente il ramo ascendente della mandibola del paziente davanti ai suoi lobi auricolari, usando le dita dall'indice al mignolo
- spingere energicamente in avanti prima, e verso l'alto dopo, spostando la mandibola in modo che l'arcata dentaria inferiore venga a trovarsi davanti alla superiore
- con i pollici, ritrarre il labbro inferiore della bocca del paziente. In questo modo mantieni la bocca parzialmente aperta. È molto importante che la bocca non sia molto aperta, perché in tal caso si ridurrebbe la trazione sulle parti molli anteriori del collo con conseguente ritorno ad una situazione di ostruzione parziale o completa delle prime vie aeree.

Il riposizionamento nella posizione regolare della mandibola avviene sollecitando in modo inverso le articolazioni della bocca, tale manovra viene eseguita da personale sanitario di pronto soccorso o di ortopedia.